# Neoathyreus fallolobus
Neoathyreus fallolobus es una especie de coleóptero de la familia Geotrupidae.

## Distribución geográfica
Habita en Perú.